# Torneo de Hamburgo 2019
El Hamburg European Open 2019 fue un torneo de tenis perteneciente al ATP Tour 2019 en la categoría ATP World Tour 500. El torneo tuvo lugar en la ciudad de Hamburgo (Alemania) desde el 22 hasta el 28 de julio de 2019 sobre tierra batida.

## Distribución de puntos
| Modalidad            | Campeón | Finalista | Semifinales | Cuartos de final | 2.ª ronda | 1.ª ronda | Clasificados | 2.ª ronda de clasificación | 1.ª ronda de clasificación |
| Individual masculino | 500     | 330       | 200         | 100              | 50        | 0         | 25           | 13                         | 0                          |
| Dobles masculino     | 500     | 300       | 180         | 90               | –         | –         | 45           | 25                         | 0                          |

## Cabezas de serie

### Individuales masculino
| Tenista              | Ranking | Preclasificados |
| Dominic Thiem        | 4       | 1               |
| Alexander Zverev     | 5       | 2               |
| Fabio Fognini        | 9       | 3               |
| Nikoloz Basilashvili | 16      | 4               |
| Benoît Paire         | 28      | 5               |
| Laslo Djere          | 32      | 6               |
| Jan-Lennard Struff   | 35      | 7               |
| Christian Garín      | 37      | 8               |

- Ranking del 15 de julio de 2019.[2]

### Dobles masculino
| Tenista                     | Ranking | Preclasificados |
| Ivan Dodig Mate Pavić       | 47      | 1               |
| Kevin Krawietz Andreas Mies | 47      | 2               |
| Oliver Marach Jürgen Melzer | 59      | 3               |
| Robin Haase Wesley Koolhof  | 59      | 4               |

## Campeones

### Individual masculino
Nikoloz Basilashvili venció a  Andréi Rubliov por 7-5, 4-6, 6-3

### Dobles masculino
Oliver Marach /  Jürgen Melzer vencieron a  Robin Haase /  Wesley Koolhof por 6-2, 7-6(7-3)